# 成衮
成衮（？—1686年），喀尔喀蒙古札萨克图汗部的第四代汗，诺尔布的儿子。
1666年，其兄旺舒克死后，成衮没有立他的儿子，而是在准噶尔部僧格的支持下，继承札萨克图汗。土谢图汗察珲多尔济等左翼宗王直到1677年才承认他的汗位。1684年，札萨克图汗部发生内乱，部份属民逃往土谢图汗部。成衮向察珲多尔济索要逃逸人口，察珲多尔济不给，二人仇怨加深。1686年，成衮卒，其子沙喇继位。1687年，沙喇被察珲多尔济杀死，沙喇弟策妄扎布即位。。